# Wonder Festival

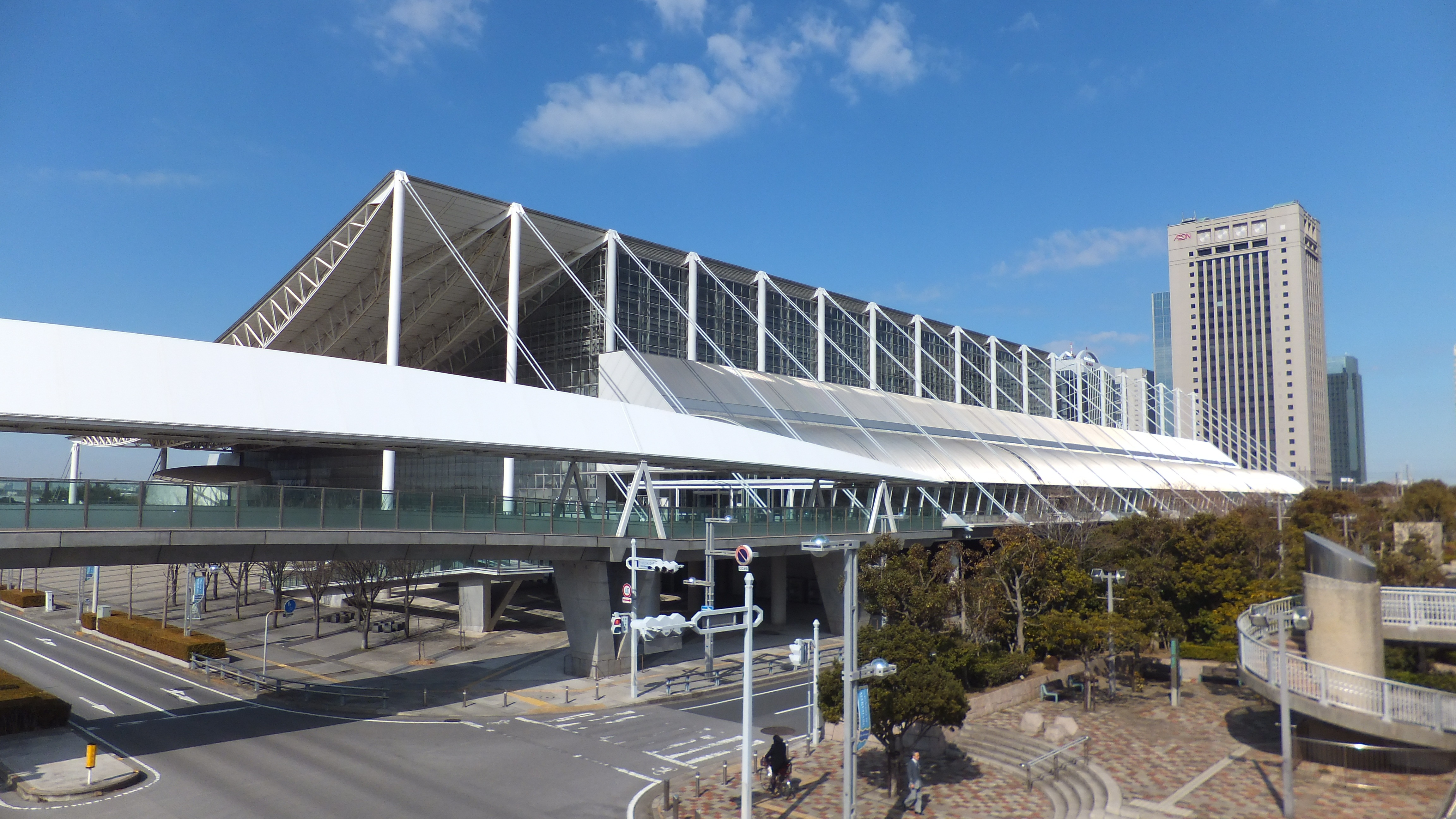
Salão de Exposições Internacional Makuhari Messe

O Wonder Festival (Festival Maravilha) de Tóquio é um evento anual para mostrar e vender garage kits, que são pequenas esculturas que geralmente retratam personagens de anime e jogos. Esses modelos são muito bem detalhados, e a maioria dessas esculturas existem em quantidades muito pequenas devido a origem amadora de sua produção. Frequentemente artesãos habilidosos são promovidos no wonder showcase, no qual seus trabalhos recebem atenção especial e quantidades limitadas de seus melhores trabalhos são vendidos por altos preços para ávidos colecionadores.